# Sumitomo Heavy Industries
La Sumitomo Heavy Industries, Ltd. (住友重機械工業株式会社?, Sumitomo Jūkikai Kōgyō Kabushiki-gaisha) (abbreviata in SHI) è una azienda giapponese, facente parte del gruppo Sumitomo ed attiva nel settore dell'industria pesante.

## Storia
L'azienda fu fondata nel 1888 per fornire macchinari e assistenza alla grande miniera di rame di Besshi, circa cinquanta anni dopo, nel 1934 fu acquistata e incorporata nella Sumitomo Machinery per produrre macchine per la produzione ed il trasporto di acciaio. Nel 1969 si è fusa con la Uraga Heavy Industries dando vita all'attuale Sumitomo Heavy Industries.
Nel 1979 i suoi cantieri navali hanno costruito la Seawise Giant, la più lunga superpetroliera mai costruita.